# Charles Guillaume Gontard des Chevalleries
Charles Guillaume Gontard des Chevalleries est un avocat et homme politique français, né et mort à Angers, où il a assuré les fonctions de maire. Il porte les titres d'écuyer et de seigneur de La Pichonière.

## Biographie
Né et mort à Angers, il se marie en 1775 à Cholet, avec Catherine Antoinette Guy. Le couple aura 2 enfants, Pauline et Marie Céleste Rosalie.

## Carrière
Charles Guillaume Gontard des Chevalleries est maire d'Angers de 1763 à 1769.